# Plebiscito delle province siciliane del 1860
Il plebiscito delle province siciliane del 1860 si svolse il 21 ottobre 1860 nelle province siciliane del Regno delle Due Sicilie già liberate dai Borbone e sotto il governo della dittatura garibaldina, e sancì la fusione della Sicilia con il costituendo Regno d'Italia.

## Storia

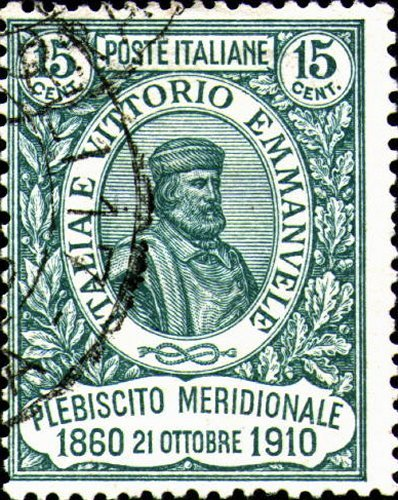
Francobollo del Regno d'Italia emesso in occasione del 50º anniversario del plebiscito

Il prodittatore della Sicilia Antonio Mordini il 5 ottobre 1860 aveva indetto i collegi elettorali per il successivo 21 ottobre "per eleggere i rispettivi loro deputati" e con un decreto del 9 ottobre, "per la convocazione di un'Assemblea di rappresentanti del popolo, a Palermo, il 4 novembre". Il Parlamento Siciliano sarebbe così tornato in vita. Ma una serie di pressioni, dibattiti e contrasti, lo decisero a modificare il decreto il 15 ottobre e ad annunciare che in quella data si sarebbe svolto il plebiscito per sancire l'annessione con il Regno.
Il plebiscito si tenne il 21 ottobre, con il quesito: «Il Popolo Siciliano vuole l'Italia una ed indivisibile con Vittorio Emanuele Re costituzionale, ed i suoi legittimi discendenti?». Il testo, pensato da Francesco Crispi, fu redatto materialmente dal giurista Raffaele Conforti.
I cittadini siciliani, iscritti nelle liste elettorali (cioè aventi diritto di voto, per età e sesso) erano circa 575.000 (non sono riportati nel risultato ufficiale).

### Risultati
| Province siciliane | Province siciliane | Numero  | %      |
| ------------------ | ------------------ | ------- | ------ |
|                    | Sì                 | 432 053 | 99,85% |
|                    | No                 | 667     | 0,15%  |
|                    |                    |         |        |
| Iscritti           | Iscritti           | n.d.    |        |
| ↳ Votanti          | ↳ Votanti          | n.d.    | n.d.   |
| ↳ Voti validi      | ↳ Voti validi      | 432 720 | n.d.   |
| ↳ Voti nulli       | ↳ Voti nulli       | n.d.    | n.d.   |

I risultati furono proclamati dal presidente della Corte suprema di giustizia siciliana Pasquale Calvi il 4 novembre.
Si sono giudicati difettosi, e perciò esclusi:
- Primo, il verbale degli uffiziali Amministrativi dell'Intendenza militare di Messina per avere votato col sì i diciannove individui sottoscritti sulla seguente proposizione:
  - Per l'annessione al Regno Italico rappresentato dal Re costituzionale.
- Secondo, quello del Battaglione dei Cacciatori dell'Etna per aver votato numero duecento trentasei individui pel sì colla seguente formola:
  - Per l'annessione al Regno costituzionale di Vittorio Emmanuele II, e suoi legittimi discendenti.
- Terzo, del Battaglione Siculo Colina per avere i duecento individui che votarono pel sì seguita questa formola:
  - Per l'annessione al Governo costituzionale di Vittorio Emanuele II.

Formole tutte tre non conformi alla proposizione scritta all'articolo 1° del Decreto Prodittatoriale del 15 ottobre ultimo.
Finalmente non ha potuto ammettersi un atto notarile qui pervenuto da Torino esibito alla Corte suprema di giustizia, che mostra di essersi presentati in Torino a notar Giovanni Signorelli numero diciannove individui Siciliani, i quali chiesero atto della loro spontanea votazione, rispettivamente espressa col sì, nella seguente proposizione:
- Sulla quistione dell'annessione immediata di quella parte di Italia al Regno costituzionale di Vittorio Emmanuele e suoi discendenti.

Che ognun vede quanto sia diversa da quella indicata nel cennato Decreto.»

### L'annessione
Il 2 dicembre 1860, alle ore 11 del mattino, nel Palazzo Reale di Palermo Antonio Mordini presentò a Vittorio Emanuele II i risultati del plebiscito.
L'annessione fu formalizzata con regio decreto del 17 dicembre 1860 n. 4499 («Le province siciliane faranno parte integrante dello Stato italiano dalla data del presente decreto»), pubblicato sulla Gazzetta ufficiale del Regno, n. 306 del 26 dicembre 1860.

## Nella cultura

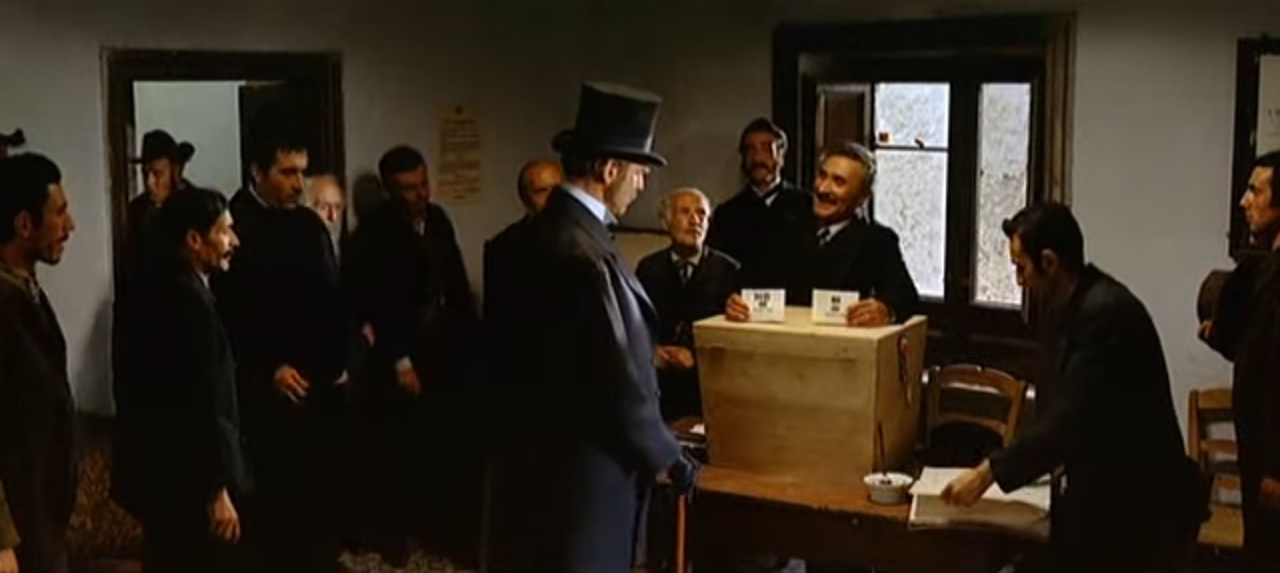
Il plebiscito a Donnafugata, nel film Il Gattopardo di Luchino Visconti (1963)

Il plebiscito delle province siciliane del 1860 è raccontato da Giuseppe Tomasi di Lampedusa nel celeberrimo romanzo Il Gattopardo.
Nel 1963 il regista Luchino Visconti ne trasse l'omonimo film, vincitore della palma d'oro al festival del cinema di Cannes.

### Filmografia
- Il Gattopardo, regia di Luchino Visconti, Italia, 1963
- Il Gattopardo, miniserie tv distribuita su Netflix, 2025